# Nikola Mitić
Nikola Mitić (9 ottobre 2003) è un giocatore di football americano serbo, che gioca nel ruolo di defensive back per i Novi Sad Wild Dogs.